# Aigua potable i sanejament a l'Uruguai
Uruguai és l'únic país d'Amèrica Llatina que ha assolit una cobertura quasi universal d'accés a l'aigua potable segura i a un sanejament adequat, amb alts nivels de qualitat de serveis. Com a resultat d'aquests assoliments, la prioritat del govern és millorar l'eficiència dels serveis i estendre l'accés al servei de clavegueram en zones on s'utilitza sanejament en lloc.

## Accés
Cobertura d'aigua i sanejament a l'Uruguai (2006)
|            |                          | Urbà (93% de la població) | Rural (7% de la població) | Total |
| ---------- | ------------------------ | ------------------------- | ------------------------- | ----- |
| Aigua      | Definició àmplia         | 100%                      | 100%                      | 100%  |
| Aigua      | Connexions domiciliàries | 97%                       | 84%                       | 96%   |
| Sanejament | Definició àmplia         | 100%                      | 99%                       | 100%  |
| Sanejament | Clavegueram              | 81%                       | 42%                       | 78%   |

Font: Programa de Monitoratge Conjunt OMS/UNICEF (JMP Arxivat 2010-05-29 a Wayback Machine./2006). Dades d'aigua Arxivat 2007-10-05 a Wayback Machine. i sanejament Arxivat 2007-10-05 a Wayback Machine. basades en l'Enquesta Mundial de la Salut (OMS 2003).

## Ús d'aigua
La producció d'aigua potable a l'Uruguai és de 411 litres / capita / dia. L'ús d'aigua s'estima basant-se en nivell d'aigua no comptabilitzada de 54% a 183 litres / capita / dia. Aquest nivell és més alt que el d'alguns països d'Europa, però molt més baix que el de l'Argentina. El mesurament del consum d'aigua a l'Argentina no és freqüent, mentre que a l'Uruguai el 96% dels consumidors eren mesurats el 2004.

## Qualitat del servei
La qualitat dels serveis d'aigua és molt bona i pràcticament totes les regions de l'Uruguai reben un abastament continu d'aigua desinfectada.
Tal és així, que l'aigua pot ser beguda directament des de l'aixeta sense cap mena de problemes.

## Responsabilitat per a aigua i sanejament

### Provisió de serveis
L'empresa estatal de serveis públics, Administració de les Obres Sanitàries de l'Estat (OSE), proporciona serveis d'abastament d'aigua i de clavegueram a tot l'Uruguai, a excepció del clavegueram a Montevideo. En aquesta ciutat, la municipalitat és l'encarregada de prestar els serveis de clavegueram i l'OSE només proveeix serveis d'aigua. OSE ofereix serveis d'aigua en 330 localitats amb 2,8 milions d'habitants i serveis de clavegueram en 152 localitats amb 0,5 milions d'habitants. Tenia 4.362 empleats el 2004. La societat mixta Aigües de la Costa ofereix serveis en part del Departament de Maldonado.

### Política i regulació
Dins del govern el Ministeri d'Habitatge, Ordenament Territorial i Medi Ambient és responsable per a les polítiques sectorials d'aigua i sanejament a través de la seva Direcció Nacional d'Aigües i Sanejament (DINASA) Arxivat 2007-03-20 a Wayback Machine..
La Unitat Reguladora de Serveis d'Energia i Aigua (URSEA) té com a responsabilitat regular les tarifes i la qualitat de serveis de l'OSE i d'Aigües de la Costa. La Comissió Assessora d'Aigua i Sanejament (COASAS) reuneix representants de diversos ministeris, de la societat civil, dels usuaris, del sector privat, la URSEA i OSE per assessorar el govern en temes d'aigua potable i sanejament.
Les esmenes realitzades el 2004 a la Constitució, consagren l'accés a l'aigua potable i als serveis de sanejament com un dret de les persones, i prohibeixen qualsevol forma de participació del sector privat en el sector d'aigua.

## Estratègia del govern
Per donar resposta als problemes ia enumerats, el govern de l'Uruguai es proposa el següent: (I) establir un marc legal i regulador global per al sector d'abastament d'aigua i de sanejament mitjançant la formulació d'una nova llei; (II) millorar encara més l'eficiència de l'OSE en estimular la competència interna i en reduir els nivells d'aigua no comptabilitzada, i (III) desenvolupar una política relativa a les normes adequades de sanejament.

## Esdeveniments recents
Com els governs de molts altres països, el govern de l'Uruguai va habilitar, en la dècada del noranta, la participació del sector privat en aigua potable i sanejament, a través de dues concessions al Departament de Maldonado, on s'ubiquen els principals centres turístics com a la ciutat de Punta del Este. La primera concessió es va atorgar el 1993 al petit balneari de Manantiales, a l'empresa Aigües de la Costa (Aguas de la Costa), una empresa uruguaiana que es va convertir després en una subsidiària d'Aigües de Barcelona, i subsidiària de l'empresa SUEZ de França. La segona concessió es va atorgar l'any 2000, en gairebé tota la resta del departament de Maldonado a l'empresa URAGUA, una subsidiària d'Aigües de Bilbao, Cartera Un i Iberdrola d'Espanya.
El 2002 es va crear la URSEA, com a ens regulador multisectorial, afegint la regulació en el sector de l'aigua, a la ja existent UREE, encarregada de la regulació de l'energia elèctrica, per a "protegir els drets dels consumidors, controlant el compliment de les normes vigents i assegurant que els serveis regulats tinguin un adequat nivell de qualitat i seguretat, a un preu raonable". Hi va haver acusacions d'altes tarifes i de serveis deficients per part dels dos concessionaris i - malgrat l'establiment de mecanismes de regulació - les protestes culminaven en una campanya nacional en contra de les concessions i pel "dret humà a l'aigua".
Durant les eleccions presidencials realitzades el 2004, també es va aprovar en un referèndum una esmena de la Constitució que prohibeix la participació del sector privat en el sector d'aigua potable. Com a resultat, el govern va cancel·lar la concessió d'URAGUA el mateix any. Els empresaris uruguaians i estrangers d'Aigües de la Costa, però, rebutjaven la comanda de nacionalitzar la seva empresa. El 2006, el govern finalment va comprar les accions d'Aigües de Barcelona. L'empresa opera ara com una empresa mixta pública-privada, amb la participació del sector privat uruguaià, però amb majoria accionària pública. El 2009 es va concretar el traspàs de l'última prestació del servei d'aigua potable per part d'una empresa privada, arribant a cobrir el cent per cent dels serveis per part de l'Estat.

## Eficiència
Entre 1999 i 2005, l'OSE va incrementar amb èxit la productivitat laboral de 5.6 empleats/1000 connexions a 4.5 empleats/1000 connexions, disminuint els costos operatius de 0,93/m³ a 0,71/m³ dòlars EUA i va incrementar els marges operatius de 35% a 42%. No obstant això, l'exercici de l'OSE encara presenta àrees deficients. La tasca de reduir el nivell d'aigua no comptabilitzada, que es manté al voltant del 54% (molt per sobre de la mitjana a Amèrica Llatina, que és del voltant del 40%), requerirà una continuïtat d'esforços concertats. Pel que fa a la competència interna, OSE ha posat en marxa un sistema intern de referència (benchmarking) que compara l'acompliment dels serveis públics en 21 ciutats amb base a 9 indicadors de qualitat del servei, el qual sembla tenir bones perspectives d'èxit.

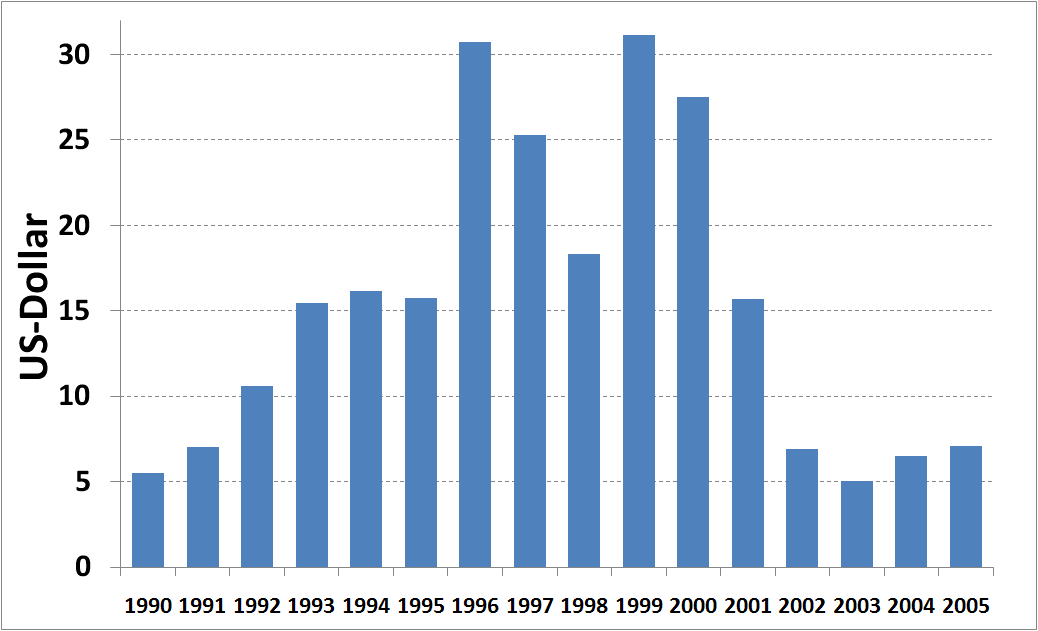
Despeses anuals d'Obres Sanitàries de l'Estat entre 1991 i 2006 en per capita dòlars nord-americans de 2006.

## Finançament
L'OSE no rep subsidis directes del Govern. L'OSE finança les seves inversions amb ingressos propis i amb préstecs.
La despesa d'OSE entre 1990 i 2005 va ser de 797 milions de dòlars EUA, el que resulta en 15/03 dòlars per capita i any o de mitjana el 0,24% del PIB. La inversió anual va ser més alta a finals dels anys 90, essent de 30/08 dòlars per capita el 1996 i de 31/02 dòlars per capita el 1999. Des del 2001, va baixar notablement fins a només 01/05 dòlars per capita el 2003. Entre 1997 i 2003, la inversió mitjana per capita va ser més alta que en altres països llatinoamericans, com a l'Argentina, Perú, Colòmbia i Mèxic.

## Suport extern
L'OSE rep actualment un suport del Banc Mundial a través del Programa de Modernització i Rehabilitació dels Sistemes d'OSE, les prioritats de la qual són: (I) millorar la competitivitat de l'OSE, (II) incrementar la capacitat d'aigua i disminuir les pèrdues d'aquesta, i (III) ampliar la cobertura dels serveis de clavegueram i de tractament d'aigües servides.